# داتا (هوكايدو)
مدينة داتا (بالإنجليزية: Date)‏ هي أحد المدن التابعة لمحافظة هوكايدو. تأسست رسميًا في 01/04/1972. ويقدر عدد سكانها بـ 36461 نسمة حسب تقدير مكتب الإحصاء الياباني لعام 2012. تبلغ مساحة داتا 444.28 كم2. بكثافة سكانية تبلغ 82.1 نسمة/كم2.

## توأمة
لداتا (هوكايدو) اتفاقيات توأمة مع كل من:
- زهانغزهو (7 أبريل 2010 - )
- Lake Cowichan [الإنجليزية]‏ (8 أكتوبر 1989 - )
- واتاراي [الإنجليزية]‏ (17 أبريل 1981 - )
- شينتشي [الإنجليزية]‏ (21 يوليو 1982 - )
- ياماموتو [الإنجليزية]‏ (17 أبريل 1988 - )
- شيباتا [الإنجليزية]‏ (30 مايو 1988 - )